# Byszyno
Byszyno [bɨˈʂɨnɔ] (tiếng Đức: Boissin)  là một ngôi làng thuộc khu hành chính của Gmina Białogard, thuộc quận Białogard, West Pomeranian Voivodeship, ở phía tây bắc Ba Lan. Nó nằm khoảng 8 kilômét (5 mi) về phía đông nam của Białogard và 114 km (71 mi) về phía đông bắc của thủ đô khu vực Szczecin.